# Doro (album)
Doro je druhé studiové album německé zpěvačky Doro Pesch. Bylo vydáno v roce 1990.

## Seznam skladeb
1. „Unholy Love“ - 04:42
2. „I Had Too Much To Drea“m - 04:04
3. „Rock On“ - 03:18
4. „Only You“ - 04:21
5. „I'll Be Holding On“ - 05:22
6. „Something Wicked This Way Comes“ - 05:15
7. „Rare Diamond“ - 03:35
8. „Broken“ - 04:46
9. „Alive“ - 04:14
10. „Mirage“ - 04:01